# Chazelet
Chazelet est une commune française située dans le département de l'Indre, en région Centre-Val de Loire.

## Géographie

### Localisation
La commune est située dans le sud-ouest du département, dans la région naturelle du Boischaut Sud, au sein du parc naturel régional de la Brenne.
Les communes limitrophes sont : Vigoux (3 km), Saint-Gilles (3 km), Saint-Civran (4 km) et Sacierges-Saint-Martin (6 km).
Les communes chefs-lieux et préfectorales sont : Saint-Gaultier (14 km), Le Blanc (32 km), Châteauroux (39 km), La Châtre (42 km) et Issoudun (64 km).

### Hameaux et lieux-dits
Les hameaux et lieux-dits de la commune sont : Bouchais, Chambord, Chassingrimont, Fougerolles, Guignemour, les Forges d'Abloux, les Jarriges, Porquareau, la Goupillère et Quinquenpois.

### Géologie et hydrographie
La commune est classée en zone de sismicité 2, correspondant à une sismicité faible.
Le territoire communal est arrosé par la rivière Abloux.

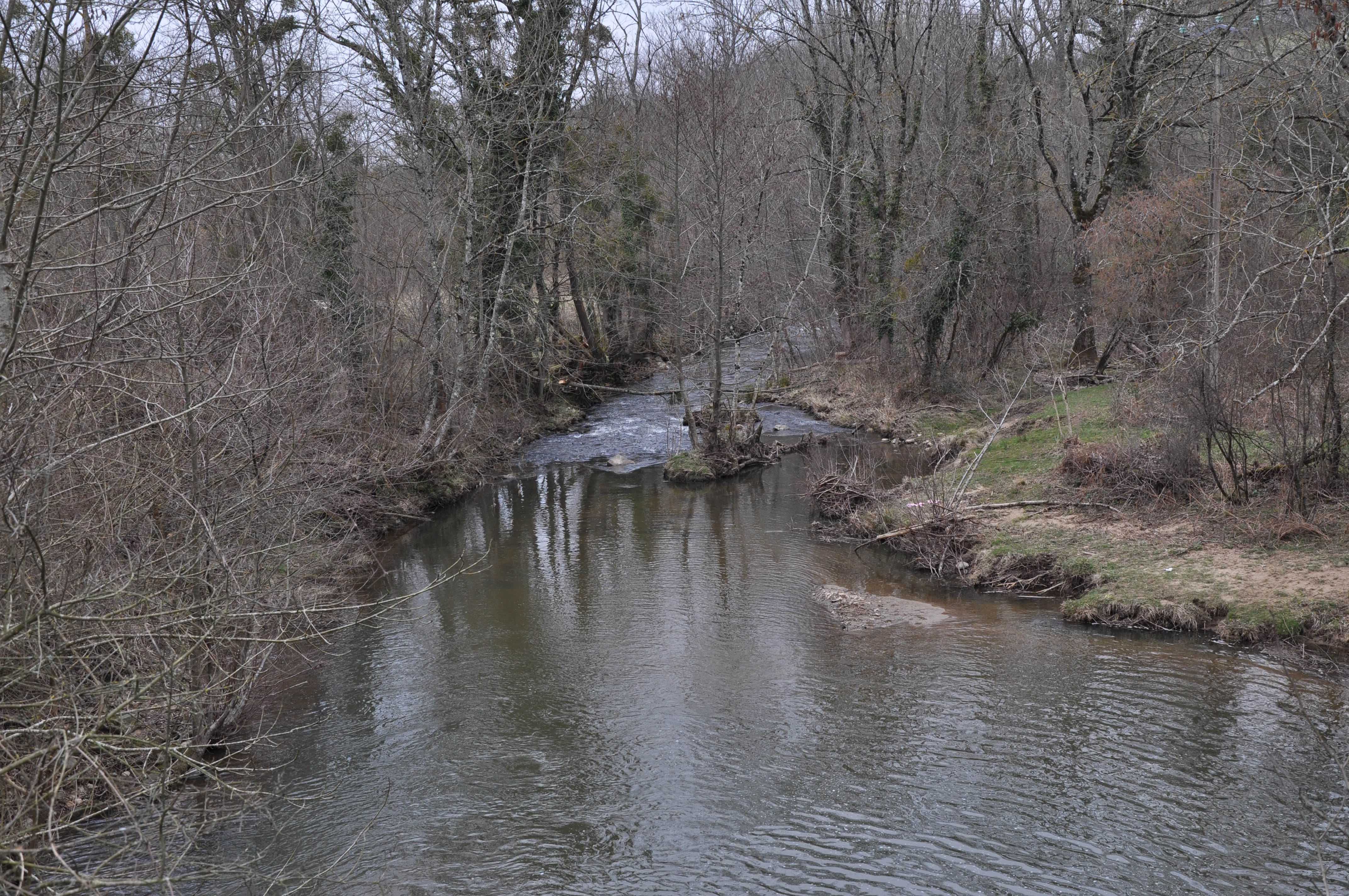
La rivière Abloux en 2010.

### Climat
Pour des articles plus généraux, voir Climat du Centre-Val de Loire et Climat de l'Indre.
En 2010, le climat de la commune est de type climat océanique dégradé des plaines du Centre et du Nord, selon une étude du CNRS s'appuyant sur une série de données couvrant la période 1971-2000. En 2020, Météo-France publie une typologie des climats de la France métropolitaine dans laquelle la commune est exposée à un climat océanique altéré et est dans une zone de transition entre les régions climatiques « Centre et contreforts nord du Massif Central » et « Ouest et nord-ouest du Massif Central ».
Pour la période 1971-2000, la température annuelle moyenne est de 11,3 °C, avec une amplitude thermique annuelle de 15,2 °C. Le cumul annuel moyen de précipitations est de 841 mm, avec 12,1 jours de précipitations en janvier et 7,4 jours en juillet. Pour la période 1991-2020, la température moyenne annuelle observée sur la station météorologique de Météo-France la plus proche, « Éguzon », sur la commune d'Éguzon-Chantôme à 13 km à vol d'oiseau, est de 12,1 °C et le cumul annuel moyen de précipitations est de 934,4 mm,. Pour l'avenir, les paramètres climatiques de la commune estimés pour 2050 selon différents scénarios d'émission de gaz à effet de serre sont consultables sur un site dédié publié par Météo-France en novembre 2022.

### Voies de communication et transports
Le territoire communal est desservi par les routes départementales : 1, 54, 59 et 59B.
La ligne du Blanc à Argenton-sur-Creuse via Saint-Benoît-du-Sault passait par le territoire communal, deux gares (Chassingrimont et Abloux) desservaient la commune. La gare ferroviaire la plus proche est la gare d'Argenton-sur-Creuse, à 12 km.
Chazelet est desservie par la ligne L du réseau de mobilité interurbaine.
L'aéroport le plus proche est l'aéroport de Châteauroux-Centre, à 49 km.

## Urbanisme

### Typologie
Au 1er janvier 2024, Chazelet est catégorisée commune rurale à habitat très dispersé, selon la nouvelle grille communale de densité à sept niveaux définie par l'Insee en 2022.
Elle est située hors unité urbaine. Par ailleurs la commune fait partie de l'aire d'attraction d'Argenton-sur-Creuse, dont elle est une commune de la couronne,. Cette aire, qui regroupe 7 communes, est catégorisée dans les aires de moins de 50 000 habitants,.

### Occupation des sols
L'occupation des sols de la commune, telle qu'elle ressort de la base de données européenne d’occupation biophysique des sols Corine Land Cover (CLC), est marquée par l'importance des territoires agricoles (95,7 % en 2018), en augmentation par rapport à 1990 (93,1 %). La répartition détaillée en 2018 est la suivante : 
prairies (34,3 %), zones agricoles hétérogènes (31,2 %), terres arables (30,3 %), forêts (4,3 %). L'évolution de l’occupation des sols de la commune et de ses infrastructures peut être observée sur les différentes représentations cartographiques du territoire : la carte de Cassini (XVIIIe siècle), la carte d'état-major (1820-1866) et les cartes ou photos aériennes de l'IGN pour la période actuelle (1950 à aujourd'hui).

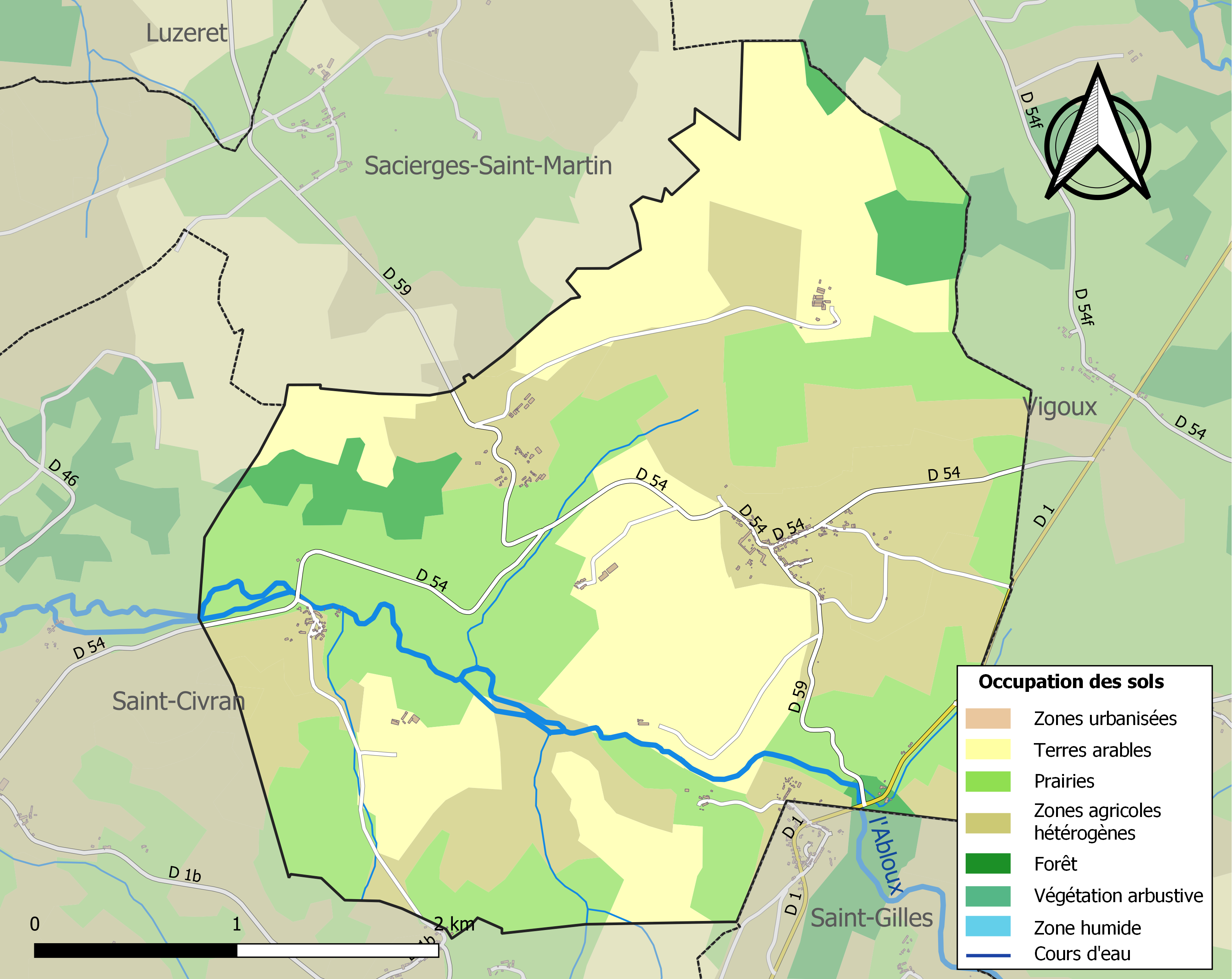
Carte des infrastructures et de l'occupation des sols de la commune en 2018 (CLC).

### Logement
Le tableau ci-dessous présente le détail du secteur des logements de la commune :
| Date du relevé                                              | 2013   | 2015   |
| Nombre total de logements                                   | 113    | 112    |
| Résidences principales                                      | 53,1 % | 52,9 % |
| Résidences secondaires                                      | 23 %   | 23,1 % |
| Logements vacants                                           | 23,9 % | 24 %   |
| Part des ménages propriétaires de leur résidence principale | 81,7 % | 81,7 % |

### Risques majeurs
Le territoire de la commune de Chazelet est vulnérable à différents aléas naturels : météorologiques (tempête, orage, neige, grand froid, canicule ou sécheresse), mouvements de terrains et séisme (sismicité faible). Un site publié par le BRGM permet d'évaluer simplement et rapidement les risques d'un bien localisé soit par son adresse soit par le numéro de sa parcelle.

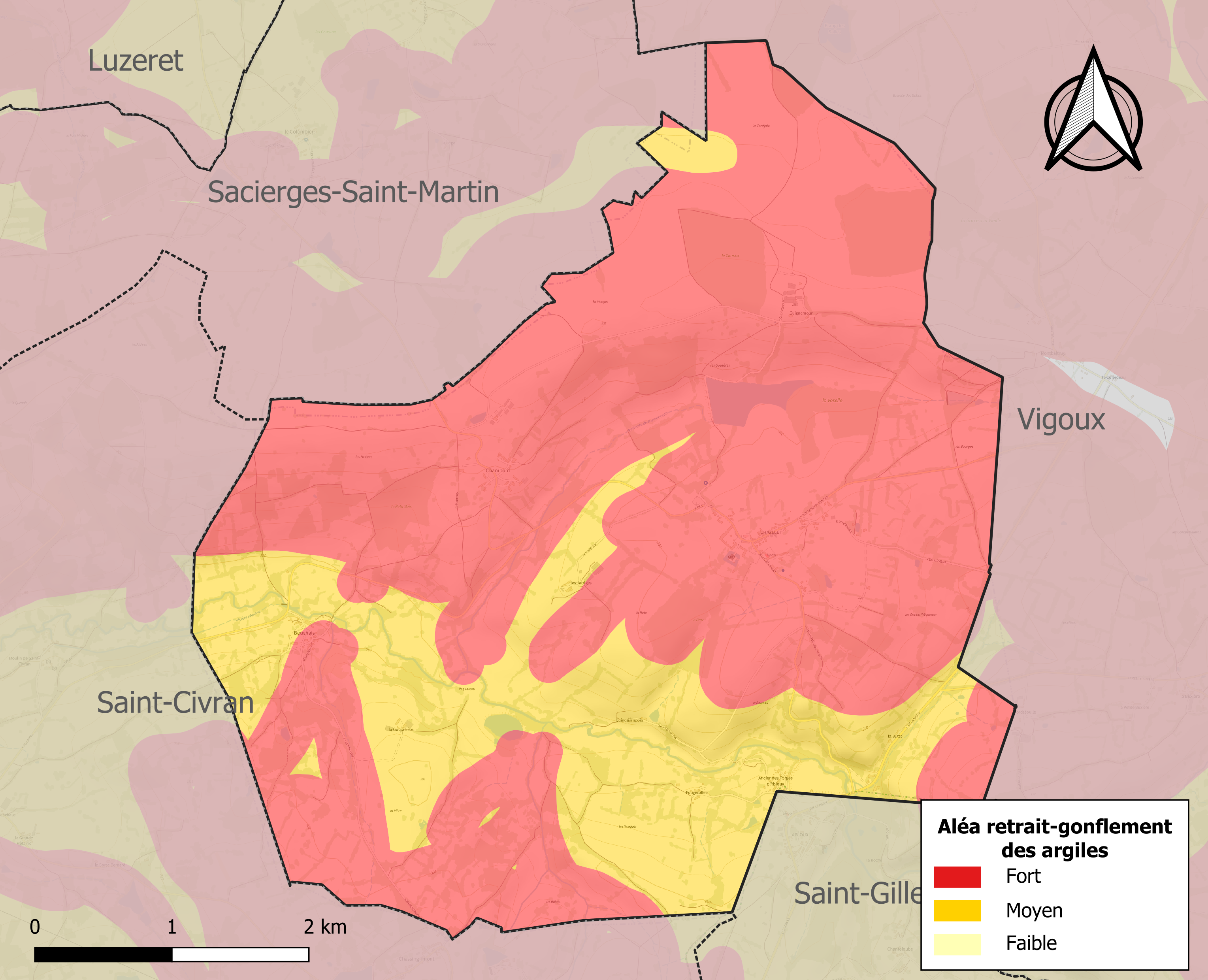
Carte des zones d'aléa retrait-gonflement des sols argileux de Chazelet.

Les mouvements de terrains susceptibles de se produire sur la commune sont des tassements différentiels.
Le retrait-gonflement des sols argileux est susceptible d'engendrer des dommages importants aux bâtiments en cas d’alternance de périodes de sécheresse et de pluie. La totalité de la commune est en aléa moyen ou fort (84,7 % au niveau départemental et 48,5 % au niveau national). Sur les 111 bâtiments dénombrés sur la commune en 2019, 111 sont en aléa moyen ou fort, soit 100 %, à comparer aux 86 % au niveau départemental et 54 % au niveau national. Une cartographie de l'exposition du territoire national au retrait gonflement des sols argileux est disponible sur le site du BRGM,.
Concernant les mouvements de terrains, la commune a été reconnue en état de catastrophe naturelle au titre des dommages causés par la sécheresse en 1989, 1991, 1992 et 2018 et par des mouvements de terrain en 1999.

## Toponymie
Le nom de Chazelet apparaît sous les formes Chasellis, Chasssalhec en 1327, Chazelet en 1351, De Chazeleto en 1648.
Le toponyme se rapporte probablement à une dérive du latin casa: l'ancien français chesal (une métairie ou un manoir avec ses terres), de l’occitan casale ("petit domaine rural"), avec le diminutif -et. Le nom désignerait donc un petit domaine ou un ensemble de bâtiments agricoles.

## Histoire
La commune fut rattachée de 1973 à 2015 au canton de Saint-Benoît-du-Sault.

## Politique et administration
La commune dépend de l'arrondissement du Blanc, du canton de Saint-Gaultier, de la première circonscription de l'Indre et de la communauté de communes Brenne - Val de Creuse.
| Période                                  | Période   | Identité                   | Étiquette | Qualité  |
| ---------------------------------------- | --------- | -------------------------- | --------- | -------- |
| mars 1983,                               | mars 2008 | Denise Courboin            |           |          |
| mars 2008                                | mars 2014 | Pierre Morizet             | EELV      | Retraité |
| mars 2014                                | 2020      | Benoît Fehrenbach          | DVD       | Employé  |
| 2020                                     | En cours  | Dominique Delaigue-Billaud |           |          |
| Les données manquantes sont à compléter. |           |                            |           |          |

## Population et société

### Démographie
L'évolution du nombre d'habitants est connue à travers les recensements de la population effectués dans la commune depuis 1793. Pour les communes de moins de 10 000 habitants, une enquête de recensement portant sur toute la population est réalisée tous les cinq ans, les populations de référence des années intermédiaires étant quant à elles estimées par interpolation ou extrapolation. Pour la commune, le premier recensement exhaustif entrant dans le cadre du nouveau dispositif a été réalisé en 2008.

En 2022, la commune comptait 124 habitants, en évolution de +3,33 % par rapport à 2016 (Indre : −3 %, France hors Mayotte : +2,11 %).
| 1793 | 1800 | 1806 | 1821 | 1831 | 1836 | 1841 | 1846 | 1851 |
| ---- | ---- | ---- | ---- | ---- | ---- | ---- | ---- | ---- |
| 500  | 402  | 411  | 521  | 480  | 507  | 501  | 516  | 527  |

| 1856 | 1861 | 1866 | 1872 | 1876 | 1881 | 1886 | 1891 | 1896 |
| ---- | ---- | ---- | ---- | ---- | ---- | ---- | ---- | ---- |
| 519  | 545  | 527  | 493  | 449  | 506  | 475  | 458  | 425  |

| 1901 | 1906 | 1911 | 1921 | 1926 | 1931 | 1936 | 1946 | 1954 |
| ---- | ---- | ---- | ---- | ---- | ---- | ---- | ---- | ---- |
| 472  | 439  | 444  | 369  | 316  | 287  | 281  | 269  | 227  |

| 1962 | 1968 | 1975 | 1982 | 1990 | 1999 | 2006 | 2008 | 2013 |
| ---- | ---- | ---- | ---- | ---- | ---- | ---- | ---- | ---- |
| 235  | 189  | 196  | 150  | 132  | 146  | 125  | 119  | 118  |

| 2018 | 2022 | - | - | - | - | - | - | - |
| ---- | ---- | - | - | - | - | - | - | - |
| 125  | 124  | - | - | - | - | - | - | - |

### Enseignement
La commune dépend de la circonscription académique du Blanc.

### Médias
La commune est couverte par les médias suivants : La Nouvelle République du Centre-Ouest, Le Berry républicain, L'Écho - La Marseillaise, La Bouinotte, Le Petit Berrichon, France 3 Centre-Val de Loire, Berry Issoudun Première, Vibration, Forum, France Bleu Berry et RCF en Berry.

## Économie
La commune se situe dans la zone d’emploi de Châteauroux et dans le bassin de vie d’Argenton-sur-Creuse.
La commune se trouve dans l'aire géographique et dans la zone de production du lait, de fabrication et d'affinage du fromage Valençay.

## Culture locale et patrimoine

### Lieux et monuments
- Château de Chazelet[36],[37] : il fut construit vers le milieu du XVIe siècle par François Pot, seigneur de Chassingrimont. C'est un château fort entouré de douves, flanqué de cinq tours rondes et d'une tour carrée avec meurtrières et mâchicoulis. À noter que dans les années 1860, l'architecte Alfred Dauvergne travailla à moderniser l'ancien château du XVe siècle. Le propriétaire de l'époque, le marquis Taupinart de Tilière, souhaitait construire un pont supplémentaire sur les douves. Dauvergne proposa un pont métallique mais le propriétaire choisit de lui faire réaliser un pont en ciment armé dont Joseph Monier venait de déposer le brevet d'invention. Monier vint donc en 1875, réaliser à Chazelet ce qui fut le premier pont réalisé en béton armé en France.
- Église Saint-Jean-Baptiste : dans l'église se trouve le tombeau de Guillaume d'Aubusson, provenant de l'ancienne chapelle de Chassingrimont.
- Monument aux morts.
- Pont en béton armé : il fut construit par Joseph Monier, en 1875.
- Forges de l'Abloux.
- Vestiges d'un château fort à Chassingrimont.
- Sépultures gallo-romaines.

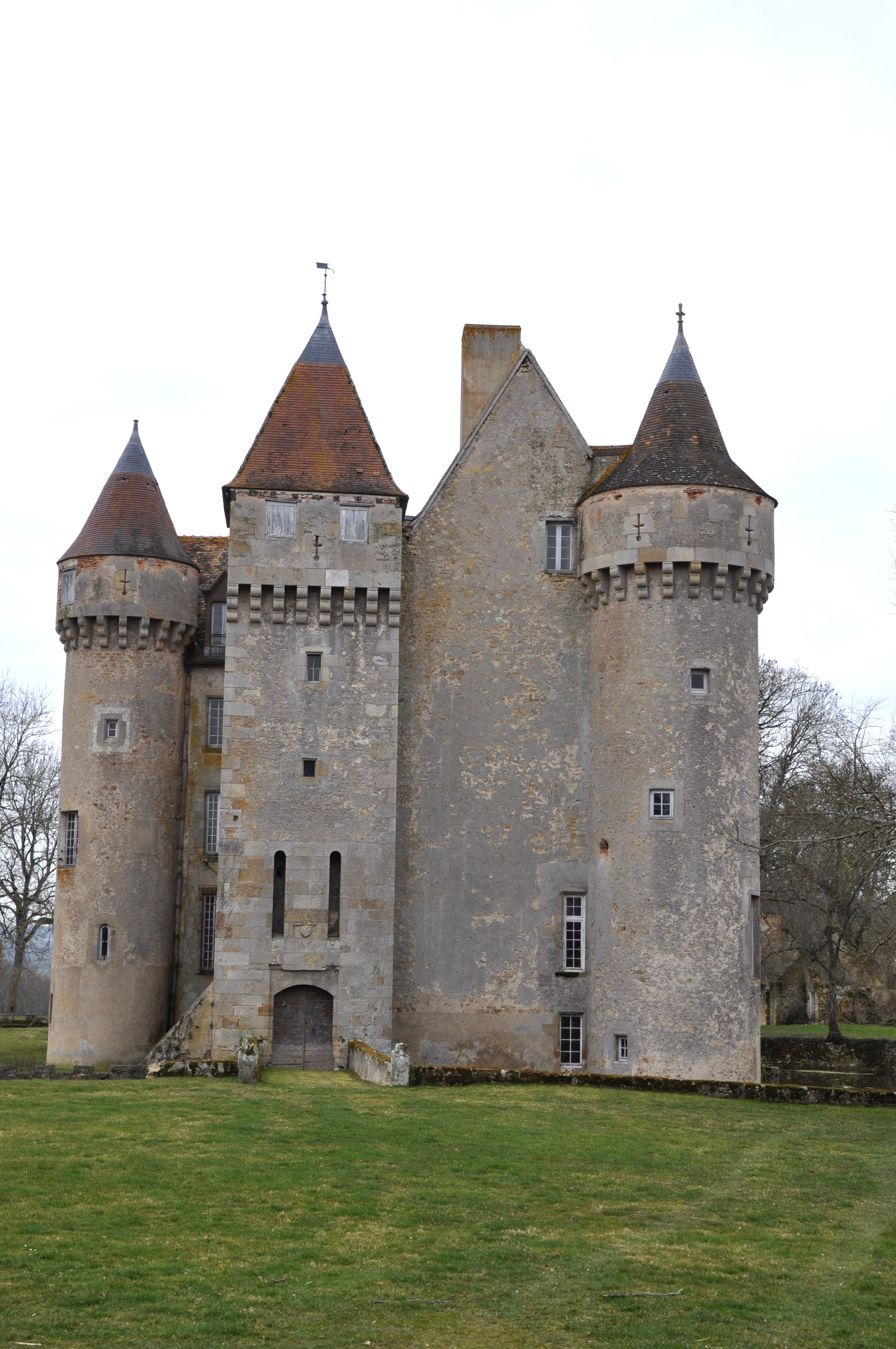
Le château en 2010.
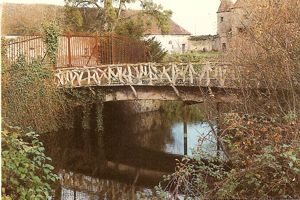
Le pont en béton armé en 2010.

### Personnalités liées à la commune
- Lucien Laberthonnière (1860-1932), historien de la philosophie français, né à Chazelet.
- Gilles d'Aubusson[réf. nécessaire].